# Dave Matthews
David John Matthews (Johannesburg, 1967. január 9. –) amerikai énekes-dalszerző, zenész. Leginkább a Dave Matthews Band énekeseként, dalszövegírójaként és gitárosaként ismert. Johannesburgban született, és gyerekkorában gyakran ingázott Dél-Afrika, az Egyesült Királyság és az Egyesült Államok között. Kilenc éves korában kezdett gitározni.
1991-től 2003-ig legfőképpen a dalszerzésre koncentrált. 1991-ben alapította meg saját együttesét. Több lemez producere is volt. Az együttes 2000-től 2010-ig több jegyet adott el és több pénzt hozott, mint bármelyik más együttes Észak-Amerikában.
Színészként is tevékenykedik.

## Élete
David John Matthews Johannesburgban született, John és Val Matthews gyermekeként. Két éves korában a New York-i Yorktown Heights-ban költözött családjával, ahol apja az IBM-nek kezdett dolgozni.
1974-ben a család Cambridge-be költözött, majd egy évvel később visszaköltöztek New Yorkba. Matthews apja 1977-ben elhunyt, tüdőrák következtében. Miközben New Yorkban tartózkodott, Matthews-t anyja elvitte Pete Seeger koncertjére. 1977-ben visszatértek Johannesburgba.
Matthews 1980-ban amerikai állampolgár lett.
1985-ben fejezte be a középiskolát, és besorozták katonának. Matthews elhagyta Dél-Afrikát, hogy elkerülje a katonaságot.
1986-ban New Yorkba költözött, ahol rövid ideig az IBM-nek dolgozott, majd anyjához költözött a virginiai Charlottesville-be. Ugyan kilenc éves korától kezdve gitározott, Charlottesville volt az első hely, ahol nyilvánosan fellépett. Itt ismerkedett meg Tim Reynolds-szal, aki megkérte Matthews-t, hogy lépjen fel vele, és meggyőzte őt, hogy készítsen dalokat.  Első profi zenei fellépése a Miki Liszt Dance Company társulattal volt, és a "Meaningful Love" című dalt énekelte, amelyet John D'earth és Dawn Thompson szereztek. 1991-ben kitalálta, hogy megalapítja saját együttesét. Mielőtt első demólemezét rögzítette volna, a Charlottesville-i Miller's bárban volt pincér.
A Dave Matthews Band 1991 elején alakult meg Matthews, LeRoi Moore, Carter Beauford, Stefan Lessard, Peter Griesar (1993-ban kilépett) és Boyd Tinsley felállásával. Első koncertjüket 1991. március 14-én tartották, a Middle East Children's Alliance jótékonysági szervezet részére, a Trax Nightclub-ban.

## Magánélete
2000-ben házasodott össze barátnőjével, Jennifer Ashley Harperrel. 2001-ben ikerlányaik születtek, 2007-ben pedig egy fiuk. Seattle-ben élnek. Ateista.

## Diszkográfia
A lista nagyrészt a Dave Matthews Band albumait tartalmazza.
- Under the Table and Dreaming (1994)
- Crash (1996)
- Before These Crowded Streets (1998)
- Everyday (2001)
- Busted Stuff (2002)
- Some Devil (szóló album, 2003)
- Stand Up (2005)
- Imagine We Were (2005) – a Tribe of Heaven kollaboráció részeként; eredetileg 1989-ben rögzítette
- Big Whiskey & the GrooGrux King (2009)
- Away from the World (2012)
- Come Tomorrow (2018)
- Walk Around the Moon (2023)

## További információ
- Hivatalos oldal
- Dave Matthews a Facebookon
- Dave Matthews az Internet Movie Database-ben (angolul)